# Herbertia lahue
Herbertia lahue är en irisväxtart som först beskrevs av Juan Ignacio Molina, och fick sitt nu gällande namn av Peter Goldblatt. Herbertia lahue ingår i släktet Herbertia och familjen irisväxter. Inga underarter finns listade i Catalogue of Life.

## Bildgalleri

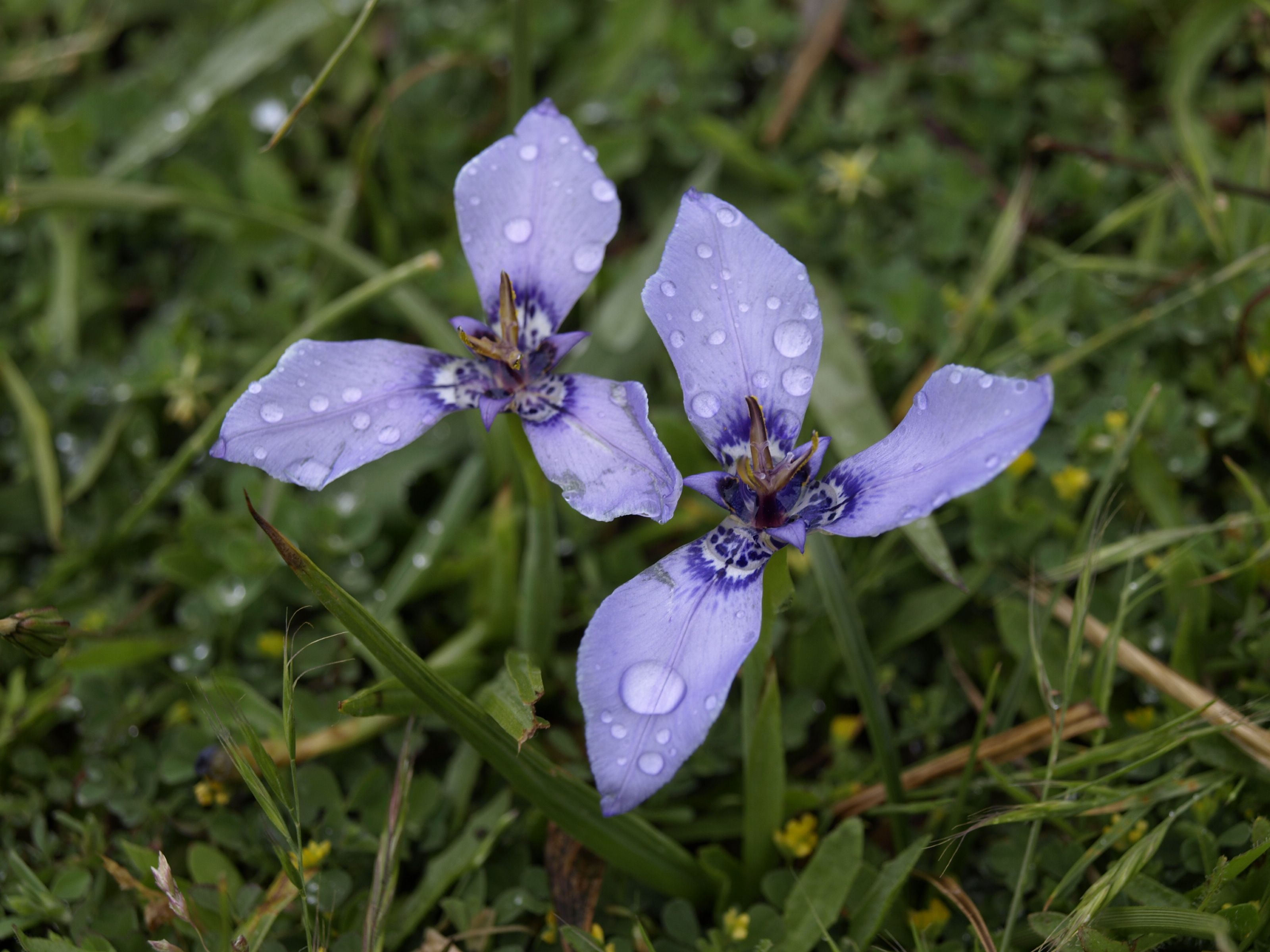
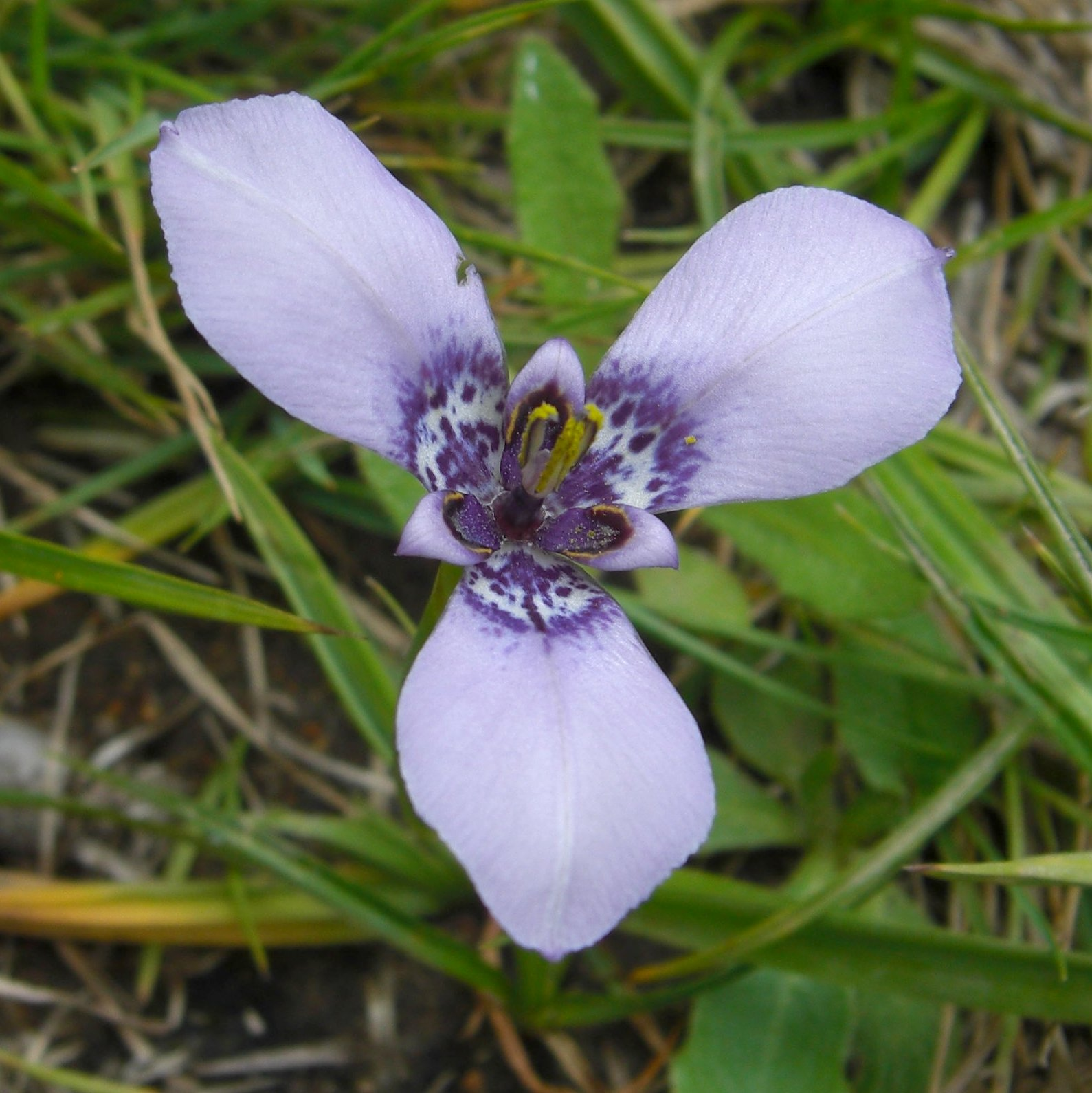